# مرداس بن عروة
مرداس بن عُروة، وهو عامريّ وقيل بل هو ثقفي. ذكره ابن حبان وابن السكن في الصحابة. رُوي عن مرداس بن عروة أنه قال: «رمى رجل من الحي أخا له فقتله ففرّ، فوجدناه عند أبي بكر، فانطلقنا به إلى النبي صلّى اللَّه عليه وآله وسلّم فأقادنا».